# Héctor Moni
Héctor L. Moni (* 7. Februar 1936 in Rosario; † 22. August 2022) war ein argentinischer Ruderer.

## Biografie
Héctor Moni startete bei den Olympischen Sommerspielen 1960 zusammen mit Juan Huber, Ángel Pontarolo, Vicente Vansteenkiste in der Vierer ohne Steuermann-Regatta. Moni gewann bei den Panamerikanischen Spielen 1959 Silber im Vierer ohne Steuermann und Bronze mit dem Achter.